# موش برنج مردابی
موش برنج مردابی (نام علمی: Oryzomys palustris) نام یک گونه از سرده موش برنج است.